# Nague Hamadi
Nague Hamadi é uma aldeia no Egito, conhecida como Quenobósquio (Chenoboskion) na antiguidade, cerca de 225 km ao noroeste de Assuão, com aproximadamente 30 000 habitantes. É uma região camponesa onde produtos como o açúcar e o alumínio são produzidos. Nesta aldeia foram encontrados, em 1945, um conjunto de manuscritos que ficaram conhecidos como biblioteca de Nague Hamadi, contendo textos do antigo gnosticismo, onde possui ligação com o " Evangelho de Judas".